# Pruszki (gromada)
Pruszki – dawna gromada, czyli najmniejsza jednostka podziału terytorialnego Polskiej Rzeczypospolitej Ludowej w latach 1954–1972.
Gromady, z gromadzkimi radami narodowymi (GRN) jako organami władzy najniższego stopnia na wsi, funkcjonowały od reformy reorganizującej administrację wiejską przeprowadzonej jesienią 1954 do momentu ich zniesienia z dniem 1 stycznia 1973, tym samym wypierając organizację gminną w latach 1954–1972.
Gromadę Pruszki z siedzibą GRN w Pruszkach utworzono – jako jedną z 8759 gromad – w powiecie łomżyńskim w woj. białostockim, na mocy uchwały nr 18/V WRN w Białymstoku z dnia 4 października 1954. W skład jednostki weszły obszary dotychczasowych gromad Pruszki, Gronostaje, Koty, Kossaki Nadbielne, Kossaki Falki, Kossaki Ostatki, Wybrany i Mieczki ze zniesionej gminy Puchały w tymże powiecie. Dla gromady ustalono 9 członków gromadzkiej rady narodowej.
13 listopada 1954 roku gromada weszła w skład nowo utworzonego powiatu zambrowskiego.
31 grudnia 1959 gromadę Pruszki zniesiono włączając jej obszar do gromad Rutki (wsie Kossaki-Ostatki, Kossaki-Falki i Kossaki Nadbielne) i Puchały (wsie Pruszki Wielkie, Gronostaje, Koty, Wybrany i Mieczki).